# Masaji Kiyokawa
Masaji Kiyokawa (Japans: 清川 正二, Kiyokawa Masaji) (Toyohashi, 11 februari 1913 – Tokio, 13 april 1999) was een Japans zwemmer.

## Biografie
Tijdens de Olympische Zomerspelen van 1932 won Kiyokawa de gouden medaille op de 100 m rugslag, de zilveren en bronzen medaille werden tevens gewonnen door Japanners. Vier jaar later moest Kiyokawa genoegen nemen met de bronzen medaille.
Na de Tweede Wereldoorlog was Kiyokawa de Japanse bondscoach. Hij werd ook lid van de technische commissie van de FINA. In 1969 werd Kiyokawa lid van het Internationaal Olympisch Comité. Kiyokawa werd in 1979 de eerste Aziatische vice-voorzitter van het IOC.
Kiyokawa overleed op 86-jarige leeftijd aan alvleesklierkanker.
In 1978 werd Kiyokawa opgenomen in de International Swimming Hall of Fame.
1908: Arno Bieberstein ·
1912: Harry Hebner ·
1920: Warren Kealoha ·
1924: Warren Kealoha ·
1928: George Kojac ·
1932: Masaji Kiyokawa ·
1936: Adolph Kiefer ·
1948: Allen Stack ·
1952: Yoshinobu Oyakawa ·
1956: David Theile ·
1960: David Theile ·
1968: Roland Matthes ·
1972: Roland Matthes ·
1976: John Naber ·
1980: Bengt Baron ·
1984: Rick Carey ·
1988: Daichi Suzuki ·
1992: Mark Tewksbury ·
1996: Jeff Rouse ·
2000: Lenny Krayzelburg ·
2004: Aaron Peirsol ·
2008: Aaron Peirsol ·
2012: Matt Grevers ·
2016: Ryan Murphy ·
2020: Jevgeni Rylov ·
2024: Thomas Ceccon
- CiNii: DA00475879
- International Standard Name Identifier: 0000 0000 8289 5012
- Library of Congress Control Number: n84210715
- Bibliotheek van het Japanse parlement: 00032703
- Virtual International Authority File: 108312523
- WorldCat: E39PBJmXMYC4f6v4MG9Tf7GGpP